# Vádí Hammámat
Vádí Hammámat je vádí, vyschlé koryto řeky v Egyptě, které bylo v minulosti pravým přítokem Nilu.

## Poloha
Vádí se táhne od Koptosu na Nilu ke Quseiru na pobřeží Rudého moře.

## Historie
Vádím procházela nejkratší cesta spojující oblast Vesetu s Rudým mořem. Údolí bylo obydleno v období Badarijské, Amratské a Gerzejské kultury v 5. až 4. tisíciletí před naším letopočtem. Tehdy jím ještě protékala řeka.
V době rozkvětu starověkého Egypta údolím putovaly karavany se zlatem, mědí, olovem a kamenem, které se zde těžily. Na skalách se zachovaly mnohé staroegyptské nápisy.

## Památky
Hieroglyfické, hieratické a démotické nápisy vytesané do skal podél hlavní cesty jsou zdrojem poznatků o dějinách těžby nerostných surovin a chronologii Staré a Střední říše.